# Carex salisiana
Carex salisiana är en halvgräsart som beskrevs av Christian Georg Brügger. Carex salisiana ingår i släktet starrar, och familjen halvgräs. Inga underarter finns listade i Catalogue of Life.